# Чемпіонат Франції з тенісу 1923
Чемпіонат Франції з тенісу 1923 — 27-й розіграш Відкритого чемпіонату Франції. Сюзанн Ленглен втретє поспіль захистила усі три свої титули, у тому числі у складі тієї самої команди з Жаком Бруньйоном у міксті та з новою партнеркою Дідді Власто у парному розряді. Франсуа Бланші здобув титули в чоловічому одиночному та парному (разом із Жаном Самазо) розрядах.

## Дорослі

### Чоловіки, одиночний розряд
Франсуа Бланші Переміг у фіналі  Макса Декюжі, 1-6, 6-2, 6-0, 6-2

### Жінки, одиночний розряд
Сюзанн Ленглен перемогла у фіналі  Жермен Голдінг, 6-1, 6-4

### Чоловіки, парний розряд
Франсуа Бланші /  Жан Самазо

### Жінки, парний розряд
Сюзанн Ленглен /  Дідді Власто перемогли у фіналі пару  Елен Контоставлос /  Сперанца Вінс 6–1, 6–0

### Змішаний парний розряд
Сюзанн Ленглен /  Жак Бруньйон перемогли у фіналі пару  Івон Буржуа /  Анрі Коше 6–1, 7–5